# Florencia (Cauca)
Florencia – miasto w Kolumbii, w departamencie Cauca.